# Sollihøgda
Sollihøgda est une agglomération de la municipalité de Hole , dans le comté de Buskerud, en Norvège.

## Description
Sollihøgda est un petit village situé des deux côtés de la frontière municipale entre les municipalités de Bærum et Hole, sur la Route européenne 16.
Sollihøgda est un point de départ populaire pour les excursions de ski sur Krokskogen à l'est et au nord de la route et à Vestmarka sur les côtés ouest et sud. De Sollihøgda, vous pouvez voir le Tyrifjord, qui est le cinquième plus grand lac de Norvège, avec une profondeur pouvant atteindre 330 m, et de certains endroits, vous pouvez voir l'Oslofjord, qui se trouve à 13 km au sud-est de Sollihøgda. La chapelle de Sollihøgda est une longue église en bois de 1911 avec 70 places.
La municipalité de Bærum possède un aqueduc sur Sollihøgda qui approvisionne environ 500 personnes du côté Bærum de Sollihøgda avec l'eau souterraine de la montagne.

## Galerie

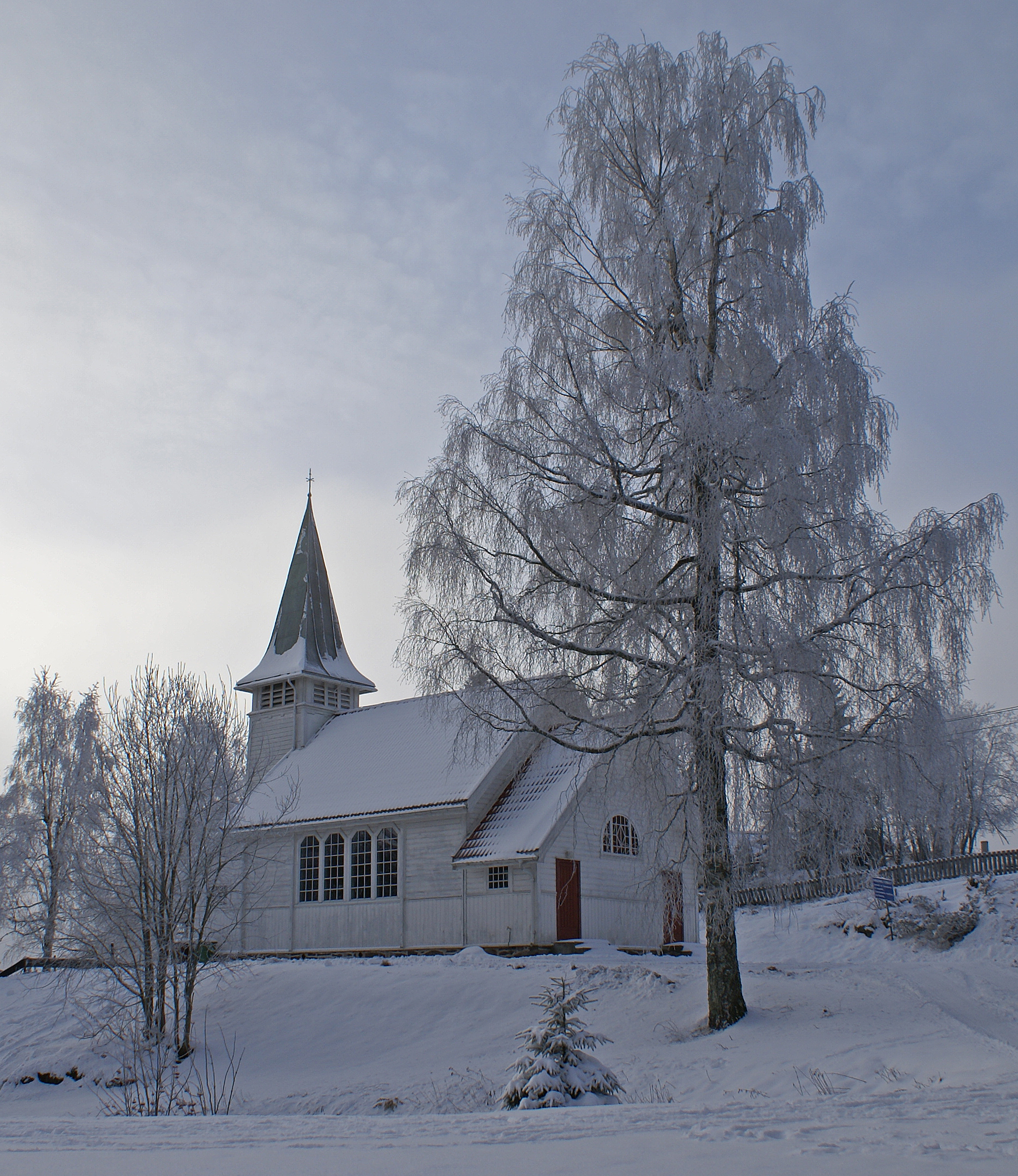
En hiver
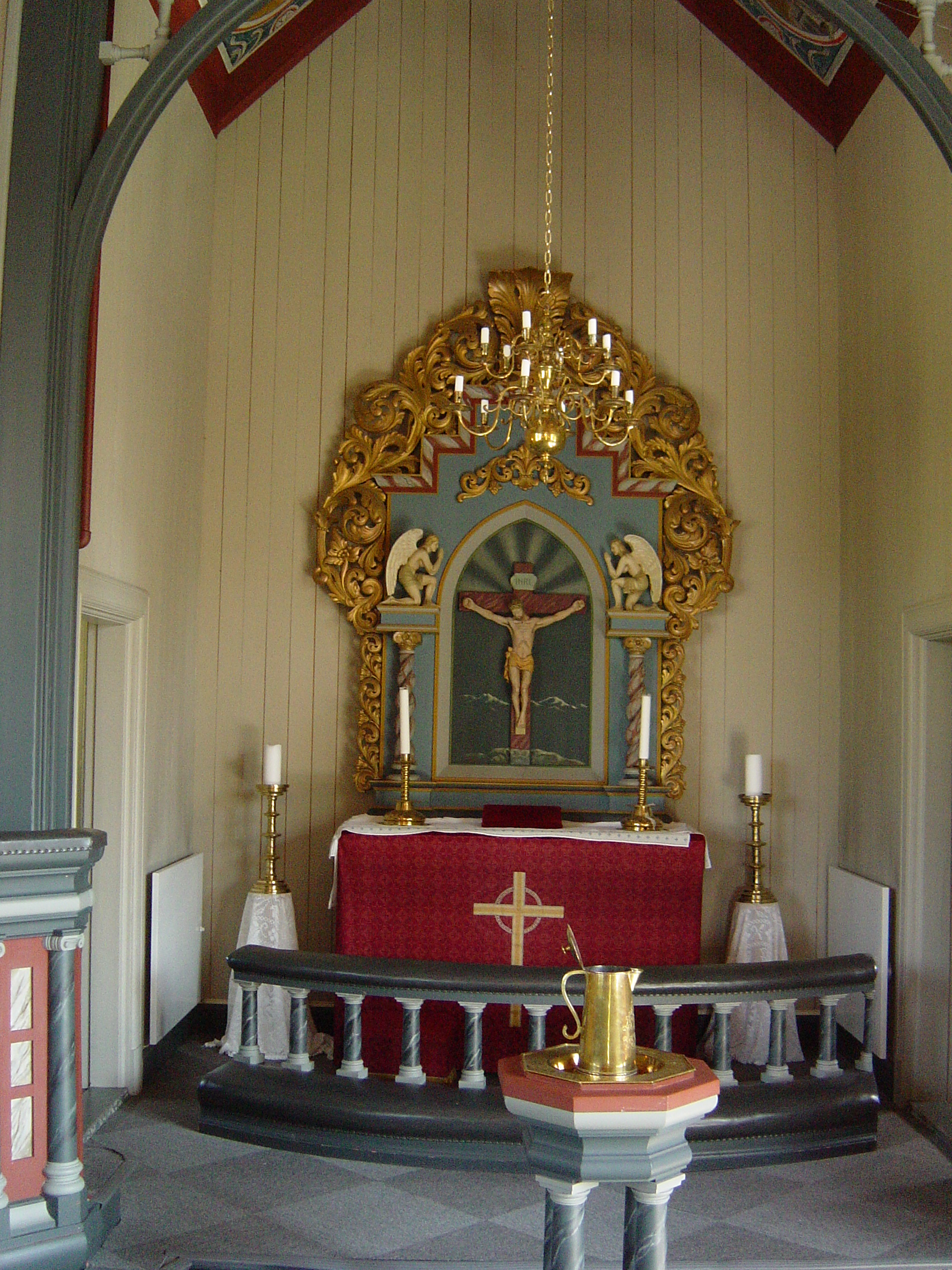
Intérieur